# Verwaltungsgericht Minden

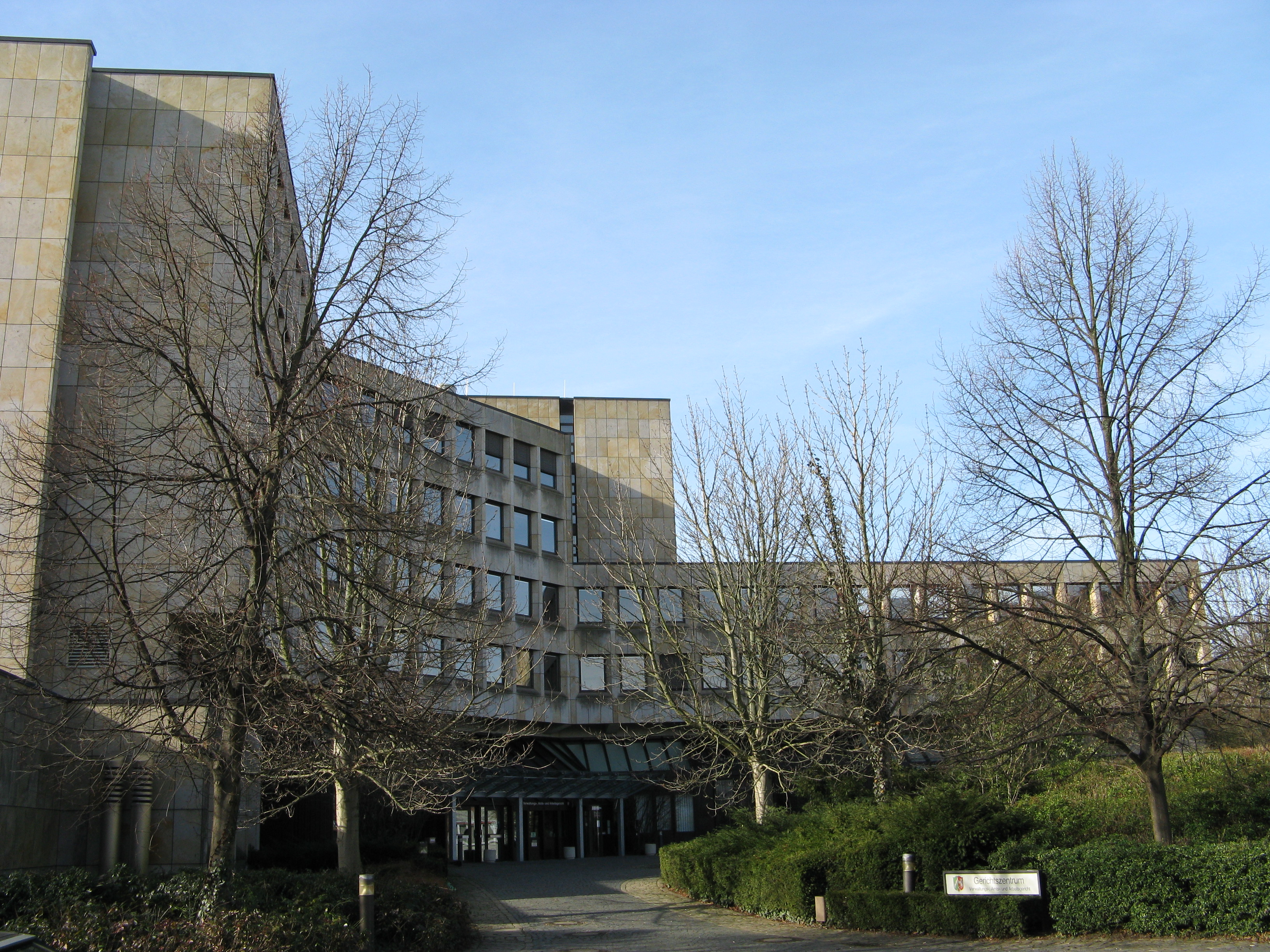
Gerichtszentrum mit Verwaltungsgericht

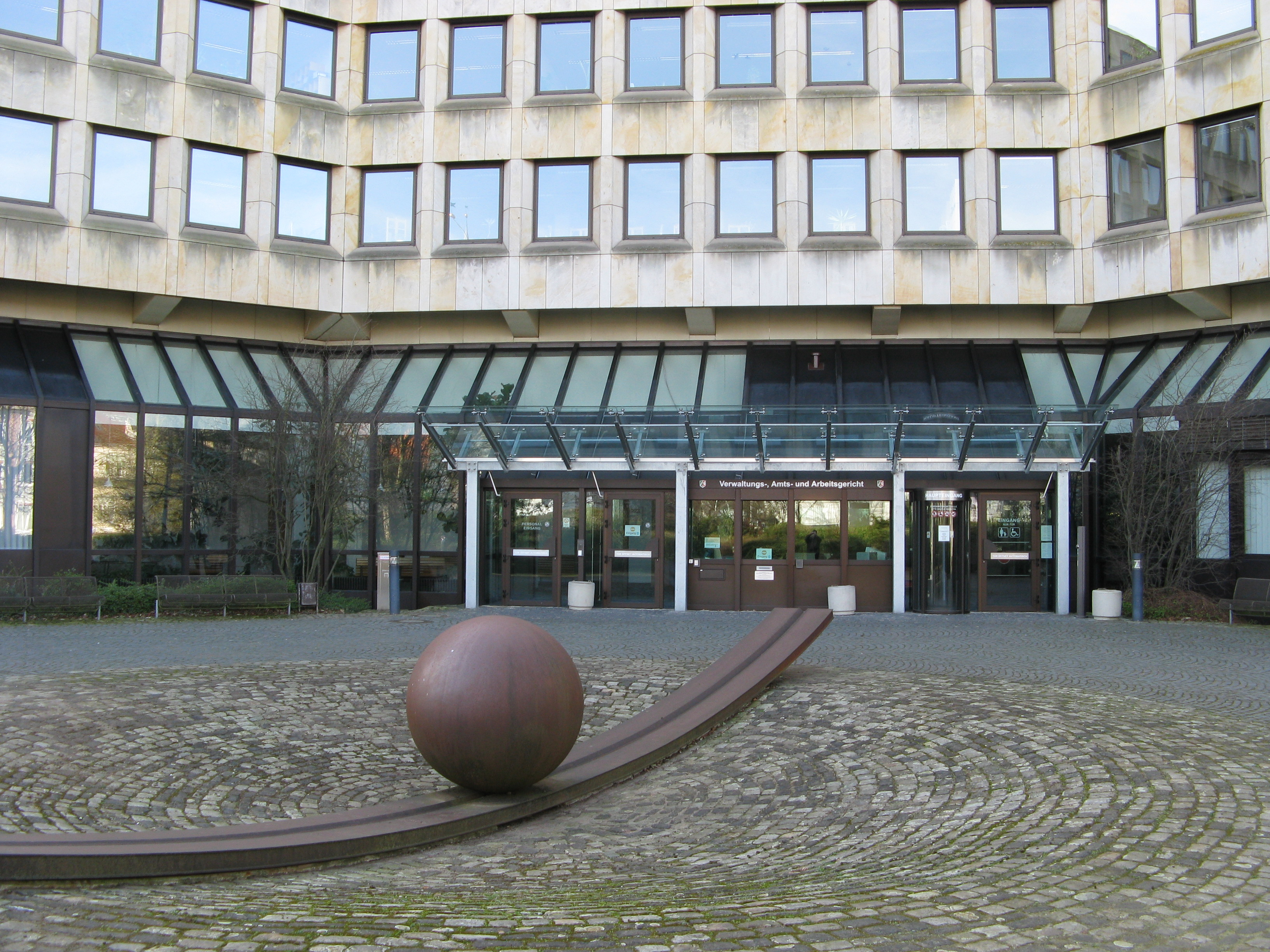
Eingang Gerichtszentrum

Das Verwaltungsgericht Minden, ein Gericht der Verwaltungsgerichtsbarkeit, ist eines von sieben Verwaltungsgerichten des Bundeslandes Nordrhein-Westfalen.

## Gerichtssitz und -bezirk
Das Verwaltungsgericht (VG) hat seinen Sitz in der ostwestfälischen Stadt Minden im Bundesland Nordrhein-Westfalen. Der Gerichtsbezirk umfasst das Gebiet des Regierungsbezirks Detmold, der aus der kreisfreien Stadt Bielefeld sowie den Kreisen Gütersloh, Herford, Höxter, Lippe, Minden-Lübbecke und Paderborn besteht. Damit deckt der Gerichtsbezirk den alten, von 1815 bis 1945 bestehenden Regierungsbezirk Minden und das nach 1945 dazugekommene Land Lippe ab.

## Gerichtsgebäude
Das Gericht residiert zusammen mit dem Arbeitsgericht Minden und dem Amtsgericht Minden im Gerichtszentrum am Königswall 8 in Minden.

## Leitung
Präsident des Verwaltungsgerichts Minden ist seit dem 1. Juni 2007 Klaus Peter Frenzen. 
Vizepräsident ist Hans-Jörg Korte.

## Übergeordnete Gerichte
Übergeordnetes Gericht ist das Oberverwaltungsgericht für das Land Nordrhein-Westfalen. Auf dieses folgt im Instanzenzug das Bundesverwaltungsgericht in Leipzig.